# The Man (2005)
The Man is een Amerikaanse film uit 2005 van Les Mayfield. De hoofdrolspelers zijn Samuel L. Jackson en Eugene Levy.
De opbrengst van deze film bedroeg wereldwijd $ 12.382.362, waarvan $ 8.330.720 in de Verenigde Staten.

## Verhaal
Speciaal agent Derrick Vann (gespeeld door Samuel L. Jackson) komt tijdens zijn onderzoek naar een drugsbaron in aanraking met de vertegenwoordiger Andy Fiddler (Eugene Levy). Tot groot ongenoegen van Vann heeft hij deze "stumper" nodig om zijn doel te bereiken, met alle gevolgen van dien.

## Rolverdeling
| Acteur                      | Personage               | Opmerkingen                                                    |  |
| --------------------------- | ----------------------- | -------------------------------------------------------------- |  |
| Samuel L. Jackson           | Derrick Vann            | Special Agent van ATF (Bureau van Alcohol, Tobacco & Firearms) |  |
| Eugene Levy                 | Andy Fiddler            | Sullige vertegenwoordiger                                      |  |
| Luke Goss                   | Joey                    |                                                                |  |
| Miguel Ferrer               | Agent Peters            | Internal Affairs-agent                                         |  |
| Susie Essman                | Luitenant Rita Carbone  |                                                                |  |
| Anthony Mackie              | Booty                   |                                                                |  |
| Gigi Rice                   | Susan                   |                                                                |  |
| Rachael Crawford            | Dara Vann               | Derricks ex-vrouw                                              |  |
| Tomorrow Baldwin Montgomery | Kate Vann               | Derricks dochter                                               |  |
| Philip Akin                 | Tweede I.A.-agent       |                                                                |  |
| Michael Cameron             | Chauffeur               |                                                                |  |
| Joe Sacco                   | "Rookie" bij de politie |                                                                |  |
| Horatio Sanz                | Santos                  |                                                                |  |
| Nestor Serrano              | Manuel "Manny" Cortez   |                                                                |  |
| Lindsay Ames                | Serveerster             |                                                                |  |
| Peter Kosaka                | Man op de lift          |                                                                |  |
| Randy Butcher               | Agent                   |                                                                |  |
| Kevin Rushton               | Woesteling ("Thug")     |                                                                |  |

## Citaten
- Andy Fidler: I just think we should be cooperating if I'm going to be your partner...

Special Agent Derrick Vann: You are *not* my partner!
Andy Fidler: Really? Then what am I?
Special Agent Derrick Vann: You're my Bitch. My own personal Bitch. I pull the strings, you dance.

## Achtergrond

### Filmlocaties
Deze film is opgenomen in de plaatsen Hamilton ("St. Eugene Elementary School"), Oakville en Toronto in de provincie Ontario in Canada.

### Kritiek
The Man kreeg weinig enthousiaste reacties van filmcritici. Deze film beschouwt men als afgeleide kloon van betere komische duo-films zoals 48 Hrs. en Midnight Run. Iets positiever is men over de acteerprestaties van Samuel L. Jackson en Eugene Levy, alhoewel de laatste in 2006 een nominatie voor een Razzie Award voor de "Slechtste mannelijke bijrol" ontving.

## Prijzen/nominaties
- 2006 Razzie Award
 Genomineerd: Worst Supporting Actor (Eugene Levy)

## Trivia
- Een werktitel van deze film was "El Maninator".
- Het verhaal speelt zich af in Detroit terwijl in de film meerdere keren duidelijk is dat de opnames in Canada hebben plaatsgevonden.[2]